# 落合弘治
落合弘治（1966年2月4日—），出生於日本東京都，日本男性配音員。隷屬於Theatre Echo。

## 演出作品

### 電視動畫
時期不詳
- 可愛巧虎島（職人）

1993年
- 熱血最強（防衛隊員）
- 勇者特急（隊員）

1994年
- 銀河戰國群雄傳（戰術情報官）
- 勇者警察（警官）
- 魯邦三世 燃燒的斬鐵劍

2004年
- 完美超人Joe

2005年
- 光速蒙面俠21（全壘打·菲茲修蘭特、瀧夏彥）
- 交響詩篇艾蕾卡7（隊長）

2007年
- 藍龍（邁諾陶）

2008年
- 楚楚可憐超能少女組（真木司郎）
- 藍龍 天界的七龍（邁諾陶）
- 棒球大聯盟 第四季（喬·吉普森）
- 遊戲王5D's（牛尾哲）

2009年
- 棒球大聯盟 第五季（喬·吉普森）

2010年
- HEROMAN（警官B、高官B）
- 每日媽媽（消防士）
- 棒球大聯盟 第六季（喬·吉普森）

2011年
- 料理偶像（橫鳥）
- GOSICK（魯帕的部下A）

2012年
- 軍火女王（C・K・克洛希金）

2013年
- THE UNLIMITED 兵部京介（真木司郎）
- 王者天下2（亞門）

2016年
- 勇利!!! on ICE（切雷斯提諾·察爾迪尼）

2017年
- 名侦探柯南（久須美鏡一）

2024年
- 鴨乃橋論的禁忌推理（比爾·克拉克[1]）

### OVA
1995年
- 新海底軍艦（吉岡）

2002年
- 魯邦三世 生還的魔術師（酒侍）

2014年
- 眷戀你的溫柔（醫者）

### 劇場版動畫
1995年
- 魯邦三世 去死吧！諾斯特拉達穆斯（劫機犯）

2008年
- 棒球大聯盟劇場版 友情的一球（喬·吉普森）

### 遊戲
2002年
- 音速小子大冒險2（持槍兵士）
- 音速小子大冒險2正邪之戰（持槍兵士）

2012年
- 時空旅行者（高井戶盛人）

### 廣播劇CD
- 綠野仙蹤（獅子）

### 動畫
- 伊老師與小蟾蜍大歷險（希莉兒）
- 精靈蘭尼和韋恩的聖誕前夜（韋恩）
- 汽車總動員2（邁爵士）
- 南方四賤客
- 辛普森家庭（技師）

## 外部連結
- Theatre Echo官方簡歷
- 落合弘治的X（前Twitter）

1. ↑  . 動畫《鴨乃橋論的禁忌推理》官方網站. 2024-11-29  [2024-11-29] （日语）.